# Roger Eykyn Falls

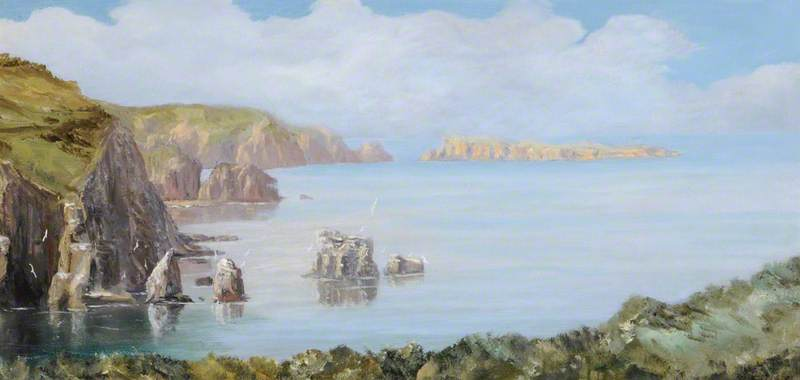
Westküste von Sark mit Les Autelets. Guernsey Museum & Art Gallery

Roger Eykyn Falls (* 1858; † 1910) war ein englischer Maler, der zeitweise in Australien lebte und arbeitete. Er war einer der sieben Künstler, die 1889 an der berühmten Kunstausstellung The 9 by 5 Impression Exhibition teilnahmen.

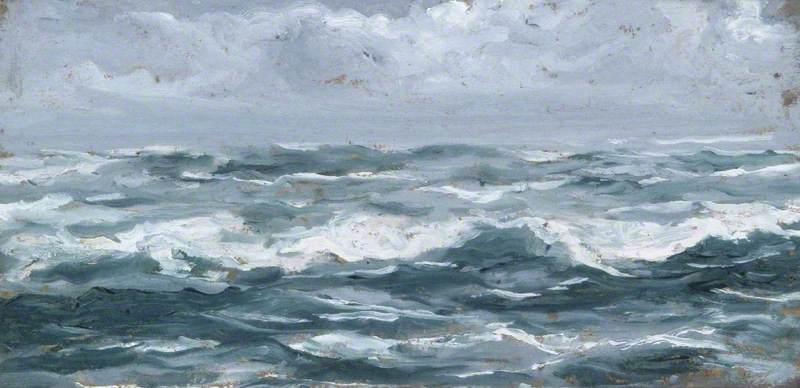
Seestück. Leamington Spa Art Gallery & Museum

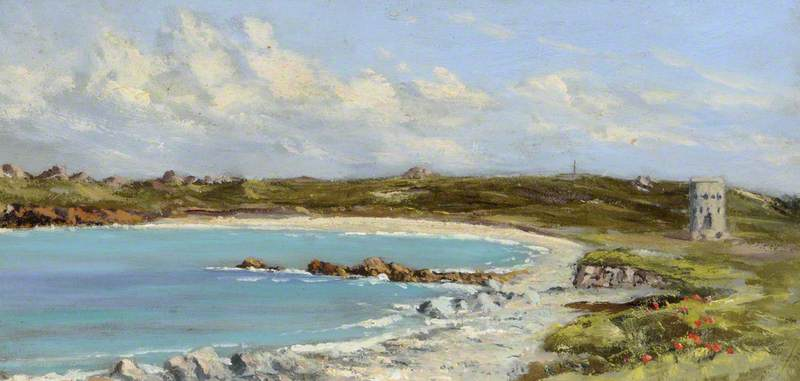
L'Ancresse Bay. Guernsey Museum & Art Gallery

Über sein Leben, seine Ausbildung und seinen Werdegang ist wenig bekannt. Nach Jane Clark (Quelques artistes français en Australie and some Australian Artists in France – the Nineteenth Century, 2010) wurde Roger Eykyn Falls in England geboren, war Autodidakt und lebte sechs Monate in Frankreich. Er stellte 1889 auf der Centennial International Exhibition in Melbourne, das Gemälde By the Sea aus und bei der berühmt gewordenen Ausstellung The 9 by 5 Impression Exhibition in Melbourne drei Gemälde: Looking over to Williamstown, On the Moorabool, Point Nepean and the Rip. Zuletzt bei der Victorian Artists Society in Melbourne das Werk Yarra Flats, ebenfalls im Jahre 1889.
Gemälde von Roger Eykyn Falls befinden sich im Guernsey Museum & Art Gallery und im Leamington Spa Art Gallery & Museum.